# Christian Appy
Christian Gerard Appy (Atlanta, Georgia, 5 de abril de 1955) es un profesor de historia norteamericano, docente en la Universidad de Massachusetts Amherst. Es ampliamente conocido como un destacado experto en la experiencia de la Guerra de Vietnam. El más reciente de sus tres libros sobre el tema es American Reckoning: The Vietnam War and Our National Identity. La obra explora el impacto de la guerra en la política, la cultura y la política exterior estadounidenses desde la década de 1950 hasta la presidencia de Obama. 

## Biografía
Appy nació en Atlanta, Georgia, en 1955. En 1964, su familia se mudó a Westport, Connecticut, donde asistió a una escuela pública y se graduó de la Staples High School en 1973. En el Amherst College, durante el curso de 1977, se especializó en Estudios Americanos y escribió una tesis superada con honores sobre mineros de carbón de los Apalaches. Recibió su doctorado en Historia de la Civilización Americana en la Universidad de Harvard en 1987. Su disertación recibió el premio de disertación Ralph Henry Gabriel de la Asociación de Estudios Americanos, que se convertiría en su primer libro, Working Class War: American Combat Soldiers and Vietnam. 
Appy enseñó en la Universidad de Harvard y en el Instituto de Tecnología de Massachusetts antes de aceptar un puesto en el departamento de Historia de la Universidad de Massachusetts Amherst en 2004. Su libro Patriots: The Vietnam War Remembered from All Sides se recomienda comúnmente a estudiantes universitarios que estudian la Guerra de Vietnam debido a su visión única y casi completa de todos los involucrados en el conflicto. El libro incluye 135 historias orales extraídas de 350 entrevistas realizadas por Appy en el transcurso de la investigación del libro. Patriots ganó el Premio del Libro de Massachusetts de 2004 en la categoría de no ficción.
En la Universidad de Massachusetts, Appy recibió el Premio de Enseñanza Distinguida, el Premio de Mentor Graduado Distinguido y la Medalla del Canciller. El profesor Appy está casado con Katherine Appy y tiene dos hijos y tres hijastros. Él y su familia viven en Amherst, Massachusetts. 

## Publicaciones
- Cold War Constructions: The Political Culture of United States Imperialism, 1945-1966 (en inglés). University of Massachusetts Press. 2000. ISBN 978-1-5584-9218-9.
- Working-Class War: American Combat Soldiers and Vietnam (en inglés). University of North Carolina Press. 2000. ISBN 978-0-8078-6011-3.
- Patriots: The Vietnam War Remembered from All Sides (en inglés). Penguin Publishing Group. 2003. ISBN 978-0-142-00449-4. Publicado en español como La Guerra de Vietnam: Una historia oral. Crítica. 2008. ISBN 978-8-498-92363-6.

- Vietnam: The Definitive Oral History Told from All Sides (en inglés). Ebury. 2006. ISBN 978-0-698-19155-6.

- American Reckoning: The Vietnam War and Our National Identity (en inglés). Penguin Publishing Group. 2015. ISBN 978-0-698-19155-6.